# 陳维展 (少將)
陳维展，中共政治人物丶軍事人物丶少將，中共党員。

## 生平
2012年1月來港任駐港部隊副司令員丶歷任廣州軍區軍訓和兵種部部長丶广东省军区原副司令员。
另外，退休后三水区南山镇举行初心学堂揭牌暨启展仪式陳將軍以广东省军区原副司令员身份出席，更在三水区2020年度预定新兵役前训练动员大会在佛山市青少年军校礼堂，向新兵分享了自己的軍旅生涯。 